# 서산성연농공단지
서산성연농공단지는 충청남도 서산시 성연면 신당1로 105 일원에 조성된 총면적 775,551.9m2의 농공단지이다.
1989년 10월 23일에 최초로 농공단지 지정, 승인되어 서산시가 개발, 1994년 1월 11일에 준공되었다. 이후 1996년부터 현대트랜시스가 단지를 확장하여 2003년 12월 10일에 준공되었다. 주요 유치업종은 자동차 및 트레일러 제조업, 연구 및 개발업, 조립금속제품 제조업, 기타 기계장비 제조업 등으로 현재 현대트랜시스, 동희오토 등 자동차 관련 15개 기업이 입주해 있고, 약 2,500명의 근로자가 근무하는 서산시 자동차 관련 산업의 중심지 역할을 하고 있는 농공단지라고 할 수 있다.